# Дендра (област)
Дендра е историческа област, спомената от византийски източници в XII век.
По исторически сведения в периода 1162 – 1169 г. византийският император Мануил I Комнин подарил на сръбския велик жупан Деса областта с името Дендра. Според Занетов това били български земи.
Според житията на Стефан Неманя и Сава Сръбски (рашка ортография) в периода 1158 – 1159 г., когато Тихомир Завидович става велик жупан на Раса, за управление от най-малкия му брат Стефан Неманя били определени т.нар. източни земи, като от контекста на изложението в житията става ясно, че тези земи не били включени в състава на другите сръбски земи. Тези земи били по поречията на реките Топлица, Ибър, Расина и Река (Пуста река), т.е. обхващали земите на Копаоник с прилежащите му речни долини. 